# アレクシア・ブリン
アレクシア・ブリン（Alexia Bryn、1889年3月24日 -1983年 6月19日
）は、ノルウェー出身の女性フィギュアスケート選手。1920年アントワープオリンピックペア銀メダリスト。パートナーは夫でもあるイングバル・ブリン。

## 経歴
- 1912年世界フィギュアスケート選手権で3位。
- 1920年アントワープオリンピックで銀メダルを獲得。
- 1923年世界フィギュアスケート選手権2位。

## 主な戦績
| 大会/年      | 1911-12 | 1912-13 | 1913-14 | 1919-20 | 1921-22 | 1922-23 |
| ------------ | ------- | ------- | ------- | ------- | ------- | ------- |
| オリンピック |         |         |         | 2       |         |         |
| 世界選手権   | 3       | 4       | 5       |         | 5       | 2       |